# Ren (zenész)
Ren Eryn Gill (Bangor, 1990. március 29. –), művésznevén Ren, walesi zenész, dalszerző, producer és rapper. Korábban a Trick The Fox indie hiphop együttes és a The Big Push brightoni utcai zenekar tagja volt.
2022-ben kiadta Hi Ren című dalát, ami nagyon sikeres lett, videóklipje két hónap alatt több, mint 6,8 millió megtekintést gyűjtött. Következő hat videója (Sick Boi, Bittersweet Symphony (The Verve Retake), Illest of Our Time, Animal Flow, Suicide) is szerepelt a Trending Music Video Chart slágerlistán az Egyesült Királyságban. 2023-ban fellépett a Glastonbury Fesztiválon és az évben kiadott Sick Boi lemeze első lett az Egyesült Királyságban.
Évek óta egészségügyi problémákkal szenved és sokat beszél mentális egészségéről.

## Diszkográfia

### Stúdióalbumok
| Cím             | Részletek                                                                                           | Slágerlisták | Slágerlisták | Slágerlisták |
| Cím             | Részletek                                                                                           | UK           | UK HH/R&B    | SCO          |
| --------------- | --------------------------------------------------------------------------------------------------- | ------------ | ------------ | ------------ |
| Freckled Angels | - Megjelent: 2016. január 15. - Kiadó: független - Formátumok: digitális letöltés, CD               | —            | —            | —            |
| Sick Boi        | - Megjelent: 2023. október 13. - Kiadó: független - Formátumok: digitális letöltés, CD, LP, kazetta | 1            | 1            | 1            |

### Középlemezek
| Cím                         | Részletek                                                                                     |
| --------------------------- | --------------------------------------------------------------------------------------------- |
| The Tale of Jenny & Screech | - Megjelent: 2019. szeptember 15. - Kiadó: független - Formátumok: digitális letöltés, CD, EP |
| Demos (Do Not Share), Vol 1 | - Megjelent: 2020. április 29. - Kiadó: független - Formátumok: digitális letöltés, CD, EP    |
| Demos (Do Not Share), Vol 2 | - Megjelent: 2020. október 14. - Kiadó: független - Formátumok: digitális letöltés, CD, EP    |
| Violet’s Tale               | - Megjelent: 2022. július 29. - Kiadó: független - Formátumok: digitális letöltés, CD, EP     |

### Kislemezek
| Év   | Cím                                        | UK Sales | Projekt                |
| ---- | ------------------------------------------ | -------- | ---------------------- |
| 2018 | Jessica (Orlean közreműködésével)          | —        | Nem jelent meg albumon |
| 2018 | Girls!                                     | —        | Nem jelent meg albumon |
| 2018 | Blind Eyed (Sam Tompkinsszal)              | —        | Nem jelent meg albumon |
| 2018 | Children Of The Moon                       | —        | Nem jelent meg albumon |
| 2019 | Humble (Eden Nash-sel)                     | —        | Nem jelent meg albumon |
| 2019 | Money Game                                 | —        | Nem jelent meg albumon |
| 2019 | How to Be Me (Chinchillával)               | —        | Nem jelent meg albumon |
| 2021 | Chalk Outlines (Chinchillával)             | —        | Nem jelent meg albumon |
| 2022 | Power                                      | —        | Nem jelent meg albumon |
| 2022 | Violet’s Tale                              | —        | Violet’s Tale          |
| 2022 | The Hunger                                 | —        | Sick Boi               |
| 2022 | Genesis                                    | —        | Sick Boi               |
| 2022 | What You Want                              | —        | Sick Boi               |
| 2022 | Hi Ren                                     | 81       | Nem jelent meg albumon |
| 2023 | Sick Boi                                   | —        | Sick Boi               |
| 2023 | Illest Of Our Time                         | —        | Sick Boi               |
| 2023 | Animal Flow                                | —        | Sick Boi               |
| 2023 | Suicide                                    | 94       | Sick Boi               |
| 2023 | Murderer                                   | 95       | Sick Boi               |
| 2023 | Love Music, Pt. 4                          | —        | Sick Boi               |
| 2023 | Down on the Beat (Viktus közreműködésével) | —        | Sick Boi               |
| 2023 | Masochist                                  | —        | Sick Boi               |
| 2023 | Lost All Faith                             | —        | Sick Boi               |
| 2023 | Money Game, Pt. 3                          | —        | Sick Boi               |